# Nemotelus aureus
Nemotelus aureus är en tvåvingeart som beskrevs av Lindner 1966. Nemotelus aureus ingår i släktet Nemotelus och familjen vapenflugor. Inga underarter finns listade i Catalogue of Life.